# Jerzy Lipa
Jerzy Józefat Lipa (ur. 14 listopada 1932 w Bychawie, zm. 24 marca 2021 w Poznaniu) – polski profesor entomologii.

## Życiorys
Specjalista z zakresu biologii i ochrony roślin, związany z Instytutem Ochrony Roślin, PIB w Poznaniu. Członek korespondent krajowy Polskiej Akademii Nauk od 1998 roku, członek rzeczywisty tej instytucji od 2010 roku.
Stopień doktora nauk rolniczo-leśnych uzyskał w 1962 roku, doktora habilitowanego – w 1967, tytuł profesora – w 1979 r.

## Publikacje
Był autorem wielu publikacji naukowych, m.in.:
- Studies on Gregarines (Gregarinomorpha) of Arthropods in Poland, 1967,„Acta Protoozoologica”, 5, 1967;
- Insects and Mites Associated with Cultivated and Weedy Cruciferous Plants in Poland and Central Europe, 1977, PWN;
- Spiroplasma Leucomae sp. nov., Isolated in Poland from the White Satin Moth Larvae Leucoma salicis L., 2005, „International Journal of Systematic and Evolutionary Microbiology”, 55;
- Prevalence of Eugregarines (Apicomplexa: Eugregarinida) Parasitizing in Ground Beetles (Coleoptera, Carabidae) in Various Habitats, 2009, „Polish J. of Entomology”, 78;
- Ultrastructure, Characteristic Features and Occurrence of Nosma leptinotarsae Lipa, 1968, a Microsporidian Pathogen of Leptinotarsa decemlinata (Coleoptera, Chrysomelidae), 2011, „Acta Parasitologica”, 56.

## Nagrody, odznaczenia i wyróżnienia
Otrzymał wiele nagród, odznaczeń i wyróżnień:
- Nagrodę Wydziału V PAN (1967),
- Srebrny Krzyż Zasługi (1971),
- Nagrodę Ministra Szkolnictwa Wyższego, Nauki i Techniki (1976),
- Nagrodę Ministra Rolnictwa i Leśnictwa (1978),
- Złota Odznaka "Za Zasługi w Rozwoju Wsi Województwa Pilskiego" (1983),
- Nagrodę Ministra Rolnictwa i Gospodarki Żywnościowej (1984),
- Krzyż Kawalerski Orderu Odrodzenia Polski (1984),
- Medal 40-lecia Polski Ludowej (1984),
- Honorowa Odznaka "Zasłużony Pracownik Rolnictwa" (1984),
- Honorowy Członek Fińskiego Towarzystwa Entomologicznego (1980),
- Honorowy Członek Rosyjskiego Towarzystwa Entomologicznego (1996),
- Krzyż Komandorski Orderu Odrodzenia Polski (2002),
- Odznakę „Zasłużony Pracownik Rolnictwa” (1984),
- Złotą Odznakę „Za Zasługi dla Ochrony Środowiska i Gospodarki Wodnej” (1989) i (1996),
- Medal Srebrny 40-lecia Studiów Akademickich Rolnych i Leśnych w Poznaniu (1962),
- Złotą Odznakę Polskiego Towarzystwa Entomologicznego (2004),
- Medal im. Michała Oczapowskiego (2008).